# 尼古拉·克留奇科夫
尼古拉·阿法纳西耶维奇·克留奇科夫（俄语：Николай Афанасьевич Крючков，1911年1月6日—1994年4月13日）是苏联电影男演员。苏联人民艺术家。社会主义劳动英雄。1932年至1933年一共参演了94部电影。

## 生平
1911年1月6日［儒略曆1910年12月24日］生于莫斯科。青年时代当过工人。1928年被选拔进中央莫斯科青年工人剧院当演员。最初在《边区》中饰演鞋匠仙卡，《个别情况》中饰演安德烈，表现广大劳动人民的形象。
1953年加入苏联共产党。1965年获苏联人民艺术家荣誉称号。1980年被授予社会主义劳动英雄荣誉称号。1994年4月13日在莫斯科去世。安葬于新圣女公墓。

## 主要参演
| 年份 | 电影                 | 饰演       | 获奖     |
| ---- | -------------------- | ---------- | -------- |
| 1933 | 《边区》             | 鞋匠仙卡   |          |
| 1938 | 《共青城》           | 安德烈     |          |
| 1938 | 《国境线上》         | 塔拉索夫   |          |
| 1939 | 《拖拉机手》         | 亚尔科     | 斯大林奖 |
| 1939 | 《九月之夜》         | 斯捷潘     |          |
| 1942 | 《我们村里的年轻人》 | 谢尔盖     |          |
| 1943 | 《为了祖国》         | 萨丰诺夫   |          |
| 1956 | 《第41》             | 政委       |          |
| 1956 | 《坚守要塞》         | 库哈尔柯夫 |          |
| 1958 | 《蒂萨河上》         | 斯捷潘     |          |
| 1985 | 《莫斯科保衛戰》     | 老人       |          |